# مجموعة الفنادق سوثرن سن

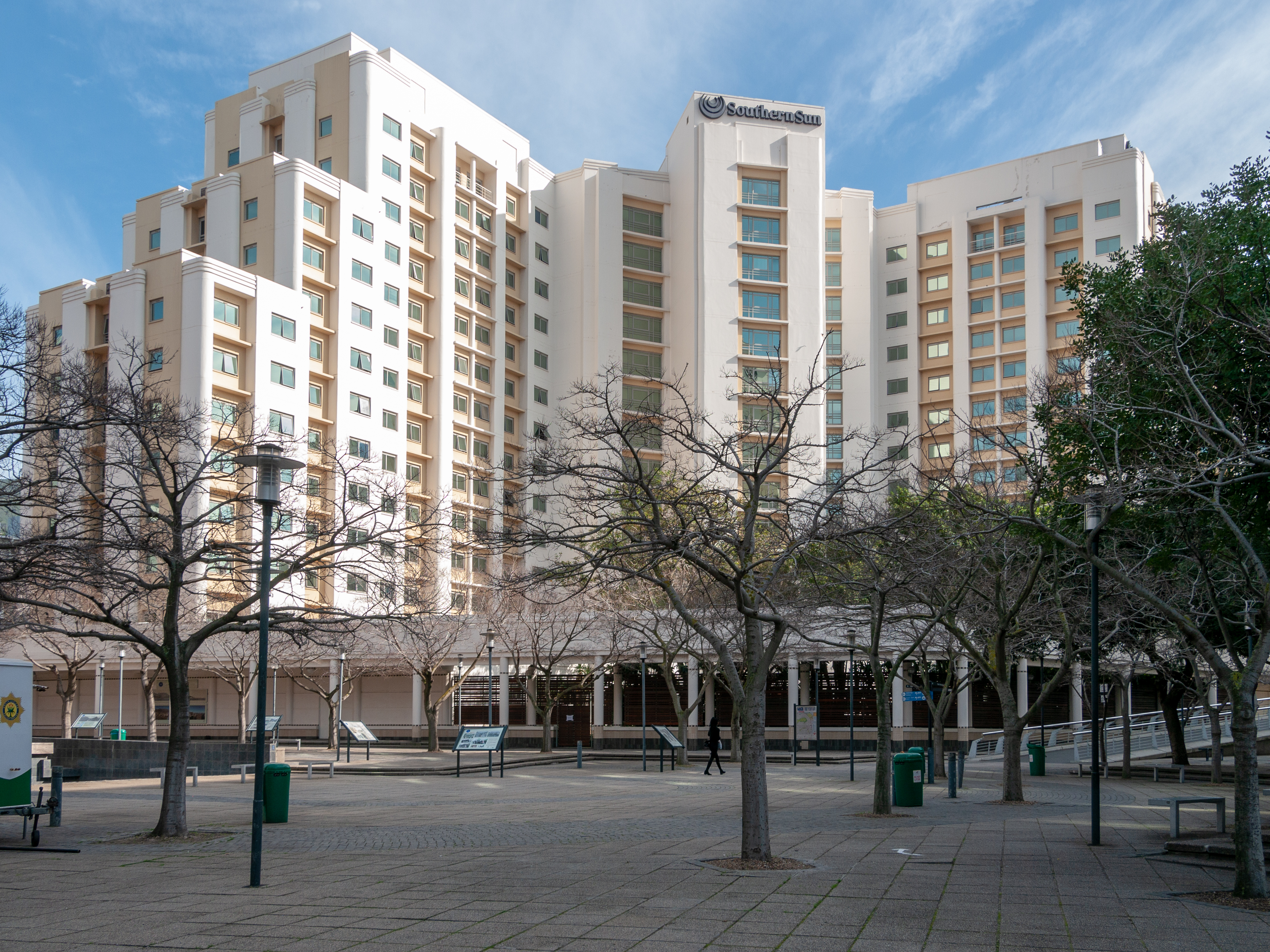
مجموعة فنادق سوثرن سن.

مجموعة الفنادق سوثرن سن مجموعة فنادق أفريقية تضم مجموعة من العلامات التجارية التي توفر أماكن إقامة في جميع الأسواق وتقدم توزيعًا للفنادق في جنوب إفريقيا في المراكز الحضرية الرئيسية والوجهات الرئيسية.
يوجد اليوم في سوثرن سن 90 فندق في جنوب إفريقيا وكينيا وزامبيا وسيشيل وتنزانيا وموزمبيق. يجمع ما بين 90 فندقًا، أي ما مجموعه 14316 غرفة تقريبًا، بين الماركات المعروفة محليًا والعلامات التجارية الخاصة بالفنادق.
في عام 2005، انتقلت الشركة من كونها مديرة للعلامة التجارية إلى مالك للعلامة التجارية وهي مظلة للعديد من العلامات التجارية التي تشكل مجموعة الفنادق. كما استثمرت المجموعة في التوسع في كينيا وموزمبيق ونيجيريا وتنزانيا وزامبيا وسيشيل والشرق الأوسط.

## روابط خارجية
- موقع تسوغو صن للفنادق
- تسوغو صن